# Vinberg
Vinberg est le nom de deux villages en Falkenberg, Halland, Suède. Vinberg a une population de 598 habitants et Vinberg Kyrkby (village-église) compte 216 habitants (2005). 
Le village-église est le plus ancien, comme le autre village grandi le long du chemin de fer de Falkenberg dans le début du XXe siècle. 
Le footballeur suédois Magnus Svensson et l'écrivain suédois Olof von Dalin sont originaires de Vinberg.